# Course en ligne de l'Open de Suède Vårgårda 2008
La 3e édition de la course en ligne de l'Open de Suède Vårgårda a eu lieu le 30 juillet 2008. Il s'agit de la huitième manche de la Coupe du monde de cyclisme sur route féminine.

## Parcours
Douze tours du circuit urbains sont parcourus. Il utilise des routes étroites et comporte une côte courte mais raide.

## Récit de la course
De nombreuses attaques ponctuent le début de course. Celle de Karin Thürig est décisive. Elle est suivie par quatorze autres coureuses. À quatre tours de l'arrivée, elle accélère de nouveau avec Erinne Willock. Elles sont ensuite rejointes par quatre autres athlètes : Kim Anderson,  Kori Seehafer, Charlotte Becker et Andrea Thürig. À deux tours de la ligne, Kori Seehafer part avec Kim Anderson. Elles ne sont plus rattrapées. Au sprint, la première devance la seconde.

## Classements

### Classement final
| \| Classement général \| Classement général \| Classement général \| Classement général \| Classement général \| \| Coureuse \| Coureuse \| Pays \| Équipe \| Temps \| \| ------------------ \| ------------------ \| ------------------ \| ----------------------------------- \| ------------------ \| \| 1re \| Kori Seehafer \| États-Unis \| Menikini-Selle Italia-Masters Color \| 3 h 21 min 12 s \| \| 2e \| Kimberly Anderson \| États-Unis \| Columbia Women \| + 0 s \| \| 3e \| Charlotte Becker \| Allemagne \| Equipe Nürnberger Versicherung \| + 1 min 10 s \| \| 4e \| Karin Thürig \| Suisse \| Cervélo Lifeforce \| + 1 min 10 s \| \| 5e \| Erinne Willock \| Canada \| Webcor Builders \| + 1 min 10 s \| \| 6e \| Andrea Thürig \| Suisse \| Bigla \| + 1 min 13 s \| \| 7e \| Angela Hennig \| Allemagne \| DSB Bank \| + 2 min 43 s \| \| 8e \| Judith Arndt \| Allemagne \| Columbia Women \| + 2 min 43 s \| \| 9e \| Suzanne de Goede \| Pays-Bas \| Equipe Nürnberger Versicherung \| + 2 min 43 s \| \| 10e \| Martine Bras \| Pays-Bas \| Vrienden van het Platteland \| + 2 min 43 s \| |                   |            |                                     |                 |
| |                   |            |                                     |                 |
| Source : Cycling Quotient |                   |            |                                     |                 |
| Classement général |                   |            |                                     |                 |
| Coureuse | Coureuse          | Pays       | Équipe                              | Temps           |
| 1re | Kori Seehafer     | États-Unis | Menikini-Selle Italia-Masters Color | 3 h 21 min 12 s |
| 2e | Kimberly Anderson | États-Unis | Columbia Women                      | + 0 s           |
| 3e | Charlotte Becker  | Allemagne  | Equipe Nürnberger Versicherung      | + 1 min 10 s    |
| 4e | Karin Thürig      | Suisse     | Cervélo Lifeforce                   | + 1 min 10 s    |
| 5e | Erinne Willock    | Canada     | Webcor Builders                     | + 1 min 10 s    |
| 6e | Andrea Thürig     | Suisse     | Bigla                               | + 1 min 13 s    |
| 7e | Angela Hennig     | Allemagne  | DSB Bank                            | + 2 min 43 s    |
| 8e | Judith Arndt      | Allemagne  | Columbia Women                      | + 2 min 43 s    |
| 9e | Suzanne de Goede  | Pays-Bas   | Equipe Nürnberger Versicherung      | + 2 min 43 s    |
| 10e | Martine Bras      | Pays-Bas   | Vrienden van het Platteland         | + 2 min 43 s    |